# Podalonia gobiensis
Podalonia gobiensis är en biart som först beskrevs av Kazuhiko Tsuneki 1971.  Podalonia gobiensis ingår i släktet Podalonia och familjen grävsteklar.

## Underarter
Arten delas in i följande underarter:
- P. g. chahariana
- P. g. gobiensis